# Кардуэлл, Эдуард, 1-й виконт Кардуэлл
Эдвард Кардуэлл, 1-й виконт Кардуэлл (англ. Edward Cardwell, 1st Viscount Cardwell; 24 июля 1813, Ливерпуль, Ланкашир — 15 февраля 1886, Торки, Девон) — английский государственный деятель.

## Биография
Родился в семье крупного негоцианта. Учился в Оксфорде. Став адвокатом, обратил на себя внимание Роберта Пиля.
В 1842 году избран в палату общин; в 1845 году назначен секретарём казначейства и сохранял это место до падения кабинета Пиля. После смерти Пиля издал согласно его завещанию оставшиеся после него записки по различным политическим вопросам.
В министерстве Абердина Кардуэлл заведовал департаментом торговли, в министерстве Палмерстона занимал сначала пост секретаря по ирландским делам, затем канцлера герцогства Ланкастерского, наконец, статс-секретаря колоний. В первом кабинете Гладстона (1868) Кардуэлл был статс-секретарём по военным делам и внёс в 1871 году в палату общин ускоренный тревожными событиями на континенте билль о реорганизации английских войск. Этот законопроект представлял собой компромисс из требований партий; он уничтожал систему продажи офицерских должностей, но оставлял в общем прежнюю организацию армии и систему её пополнения. В 1874 году возведён в звание пэра.
Был женат на Энни Паркер (ум. 1887). У них не было детей, поэтому титул виконта Кардуэлла исчез.